# Kyndbyværket
Kyndbyværket er et sjællandsk, oliefyret, kombineret mellem- og spidslastværk, opført mellem 1973 og 1976. I dag fungerer værket dog udelukkende som Sjællands reservelastværk. Værket består af to mellemlastkedler, der oprindeligt blev fyret med fueloile, samt to open cycle gasturbiner og en dieselmotor der udelukkende fyres med letolie (også kaldet gasolie). I tilfælde af at Sjælland mister alt strømmen (et såkaldt "blackout"), kan Kyndbyværkets dieselmotor starte uden strøm (en såkaldt "dødstart"). Resten af Kyndbyværket kan derefter starte hurtigt op og hjælpe øvrige sjællandske kraftværker i gang. Mellemlastkedlerne, gasturbinerne og dieselmotoren har en samlet effekt på 664 MW.
Værket kan omdanne hhv. 33 % og 29% af det anvendte brændstof til elektricitet i hhv. mellem- og spidslastblokkene. Begge effektivitetsværdier er normale for hhv. mellem- og spidslastværker, men er ineffektivt sammenholdt med grundlastværker. Kyndbyværkets lave effektivitet skyldes, at det er designet til få drifttimer og dermed lave faste omkostninger til gengæld for høje variable omkostninger - med andre ord er værket billigt at eje; men dyrt at bruge.   
Kyndbyværket ligger ved Isefjorden 3 km nordvest for Kyndby på Hornsherred i Frederikssund kommune i det nordlige Sjælland i Danmark. Operatøren er Ørsted.

## Forhistorie - Isefjordværket
I 1937 gik de tre de tre sjællandske selskaber: 1:Nordsjællands Elektricitets- og Sporvejs Aktieselskab (NESA), 2:Frederiksberg Forsyning og 3:Nordvestsjællands Elektricitetsværk (NVE) sammen om at bygge Danmarks første landsdelsværk, Isefjordværket. Værket var et grundlastværk med to kedler og to dampturbiner på hver 30 MWe, som blev fyret med kulstøv og udstyret med elektrostatiske askeudskillere. Begge dele var meget fremsynet på dette tidspunkt. Baggrunden for det helt nye landsdelsværk var dels et stigende elforbrug til trods for den økonomiske krise, og dels et ønske om at opnå stordriftsfordele ved centralisering af forsyningen. Dette stod i stærk kontrast til de mange små lokale elektricitetsværker, hvoraf nogen stadig producerede jævnstrøm. Isefjordværket blev bygget i perioden fra 1937 til 1940 og lå, hvor det nuværende Kyndbyværket ligger i dag.  Allerede i 1942 blev Isefjordværket omdøbt til "Kyndbyværket". Frem til 1955 udvides Kyndbyværket ad 3 omgange med yderligere en kombination af turbine og kedel til 30 MWe (en "blok") og tre 60 MWe blokke. På dette tidspunkt kan Kyndbyværkets kedler fyres med enten kul eller olie. I perioden fra 1960 til 1970 ændre Kyndbyværkets rolle sig gradvist fra et grundlastværk til et mellem- og spidslastværk. Ændringen sker i takt med at større, og nyere Sjællandske værker kommer til i takt med et kraftigt stigende elforbrug. I denne sammenhæng viser Kyndbyværkets mindre kedler sig velegnet til hyppige og korte opstarter.

## Det nuværende Kyndbyværks tilblivelse.
I midten af 1960'erne går jyske Elsam og sjællandske kraftimport sammen om at få udført en analyse af den mest hensigtsmæssige fremtidige kraftværksstruktur. Resultatet heraf bliver en anbefalet kombination af traditionelle grundlastværker, som efterfølgende skal suppleres med atomkraftværker, og kombinerede mellem- og spidslastværker. 

### Det nuværende Kyndbyværk
Udfra analysens anbefalinger opføres først to gasturbiner på hver 63 MWe i 1973 samt et dieselmotoranlæg på 18 MWe. I 1976 tilføjes to nye oliefyrede mellemlastblokke på hver 260 MWe samt en hjælpedampkedel. Med hjælpedampen nedbringes opstartstiderne på de to nye mellemlastblokke og samtidigt forsynes værkets 158 tjenesteboliger med fjernvarme.  

### Isefjordsværkets sidste tid
I 1987 kører det gamle Isefjordværks 30 MWe kul-blokke for sidste gang, mens 60 MWe kul-blokkene når at køre sporadisk helt til 1994. Herefter påbegyndes nedrivningen af Isefjordværkets gamle anlæg, som afsluttes i 1998.

## Tjenesteboliger, Kyndby Huse og fjernvarmeleverancer
Frem til 2002 var der tilknyttet 158 tjenesteboliger til Kyndbyværket. I 1992 skifter disse boliger dog navn fra Kyndbyværket til Kyndby Huse. Pr. juli 2002 var kun en tredjedel af Kyndby Huses lejere dog tilknyttet selve værket, og værkets daværende ejer, Energi E2, valgte derfor at frasælge samtlige boliger, til den nystiftede andelsboligforening, Kyndby huse AB. Kyndbyværket fortsatte dog med at levere fjernvarme til Kyndby Huse frem til 1. april 2022.

### Ny fjernvarmeløsning til Kyndby Huse
I starten af 2020 meddelte Kyndbyværket, at fjernvarmeleverancerne til Kyndby Huse endegyldigt ville ophøre den 1. april 2022, hvorefter Kyndby Huse bad ingeniørvirksomheden, Niras, om vejledning herom. Niras konkluderede for det første, at fjernvarmeforsyningen af Kyndby Huse "ikke var registreret nogen steder", hvorfor der hverken var forsyningspligt fra Kyndbyværket eller modtagepligt hos Kyndby Huse. Herudover fandt Niras frem til, at det eksisterende fjernvarmenet med sine forældede stålrør og betonisolering, havde et varmetab på hele 40% og i øvrigt var "teknisk udtjent". På denne baggrund anbefalede Niras etableringen af et 1,8 MW centralt varmepumpeanlæg samt et nyt fjernvarmenet baseret på moderne rør med det halve varmetab. Projektet fik opbakning fra Frederikssund Byråd med tilsagn om en kommunal lånegaranti på 27,3 mio. DKK. Af ukendte årsager endte projektet dog med, at Kyndby Huse i 2022 valgte at lease individuelle varmepumper til hver bolig. På daværende tidspunkt havde den daværende energikrise samtidigt bevirket, at varmeudgifterne til Kyndbyværkets leverancer på nogle få år var fordoblet.

## Brændsel og fjernvarmeproduktion
Mellemlastkedlerne er oprindeligt designet til at benytte fueloile (også kaldet "heavy fuel oil"). Siden 2008 har mellemlastkedlerne dog kun været fyret med letolie pga. miljøkrav Den ene af mellemlastkedlerne blev i 1985 endvidere ombygget til at også at kunne benytte naturgas. Muligheden er dog aldrig blevet udnyttet og blev ikke videreført efter en senere ombygning.
Udover kedler til at producere elektricitet er Kyndbyværket udstyret med 2 hjælpedampkedler, som holder mellemlastkedlerne på en konstant temperatur omkring 150 C. Hjælpedampkedlerne sørger også for produktion af fjernvarme, dels til Kyndbyværket (opvarmning af olietanke og bygninger, badevand/sanitet) og frem til 2022 også til de 158 boliger i Kyndby Huse, der oprindelig var værkets tjenesteboliger. Kedlerne har en effekt på hhv. 40 og 34 MW og har historisk været fyret med letolie. Fra 2014 blev det dog muligt også at fyre den ene af hjælpekedlerne med naturgas.
En komplet oversigt over Kyndbyværkets forskellige elementer fremgår nedenfor af tabel 1.
Tabel 1 - Oversigt over Kyndbyværkets motorer, turbiner og kedler
| Blok  | Brændsel         | Effekt MW     | Lasttype           | Turbinetype     | Driftstart årstal |
| ----- | ---------------- | ------------- | ------------------ | --------------- | ----------------- |
| KYV21 | Letolie          | 260           | Mellemlast         | Dampturbine     | 1974              |
| KYV22 | Letolie          | 260           | Mellemlast         | Dampturbine     | 1976              |
| KYV51 | Letolie          | 63            | Spidslast          | Gasturbine      | 1973              |
| KYV52 | Letolie          | 63            | Spidslast          | Gasturbine      | 1973              |
| KYV41 | Letolie          | 18            | Spidslast/Nødstrøm | Dieselmotor     | 1973              |
| KYV28 | Letolie          | 38 (indfyret) | Varme/Reserve      | Hjælpedampkedel | 1973              |
| KYV26 | Letolie/naturgas | 40 (indfyret) | Varme/Kontinuerlig | Hjælpedampkedel | 1997              |
| KYV50 | Letolie          | 2             | Nødstrøm           | Gasturbine      | 1983              |

## Svigt ved dødstart
Ved mindst to alvorlige strømafbrydelser har Kyndbyværket været ude af stand til at dødstarte det sjællandske elnet, hvilket har givet værket et blakket ry.
Den første gang, hvor Kyndbyværket ikke kunne dødstarte elnettet, var i den 4. august 1981, hvor blev strømmen afbrudt totalt i 21 minutter . Kyndbyværkets dieselanlæg skal i sådan en situation starte op fra dødt net, men anlægget er ude til reparation den pågældende dag Efter denne hændelse installeres to små gasturbiner som backup til dieselmotoren.
Den anden gang, hvor Kyndbyværket ikke kunne dødstarte elnettet, indtræffer den 23. september 2003 under Sjællands største strømafbrydelse i nyere tid. Under hændelsens indledende minutter starter dieselmotoren op, som den skal, for at stabilisere den faldende frekvens i elnettet. Da alle svenske kraftværker går i ø-drift efter få minutter, beskadiges dieselmotoren imidlertid, mens det sjællandske elsystem bliver spændingsløst. I sådan en situation, skal Kyndbyværket kunne dødstarte ved hjælp af to små gasturbiner. Da dette forsøges, viser det sig dog, at et printkort i styresystemet er brændt af. Fejlen er ikke blevet opdaget i tide, da der ikke er installeret automatisk overvågning af komponenter som dette. Kyndbyværket startes i stedet op efter det Sjællandske 400 og 132 kV-net igen bliver spændingssat fra Sverige.

## Kyndbyværkets fremtid
Den 10. april 2014 offentliggjorde Energinet.dk, at de havde indkøbt manuelle kraftværksreserver på i alt  635 MW. Heraf havde Energinet.dk indkøbt i alt 474 MW fra DONG Thermal Power A/S, svarende til alle dele af Kyndbyværket undtagen KYV21 (plus en 70 MW gasturbine på Masnedøværket, som fjernstyres fra Kyndbyværket). Kontrakten med Energinet.dk løber fra 2016 og 5 år frem og betyder, at DONG får betaling fra Energinet.dk for at holde Kyndbyværket klar til hurtig opstart.
Den 17. september 2020 omtaler et notat fra Energistyrelsen Kyndbyværket som værende i fuld reservedrift frem til 2040. Undtagelsen er dog værkets blok 21 (KYV21), der "er betinget driftklar med forlænget startvarsel" og forventes at have sidste "fulde driftår i 2020". Dette blev der dog lavet akut om på d. 1. oktober 2022, da daværende Energiminister, Dan Jørgensen, besluttede at tage blok 21 tilbage i fuld drift så hurtigt som muligt. Årsagen var den værste energikrise i 40 år .